# 埃什巴克欧瓦勒
埃什巴克欧瓦勒（法語：Eschbach-au-Val，发音：[ɛʃbak o val] 或 [ɛʃbax o val]；德语：Eschbach im Tal；阿尔萨斯语：Eschbe-im-Dal；意为“河谷内的埃什巴克”）是法国上莱茵省的一个市镇，属于科尔马-里博维莱区（Colmar-Ribeauvillé）温策奈姆县（Wintzenheim）。该市镇总面积4.84平方公里，2009年时的人口为383人。

## 人口
埃什巴克欧瓦勒人口变化图示